# Termofil

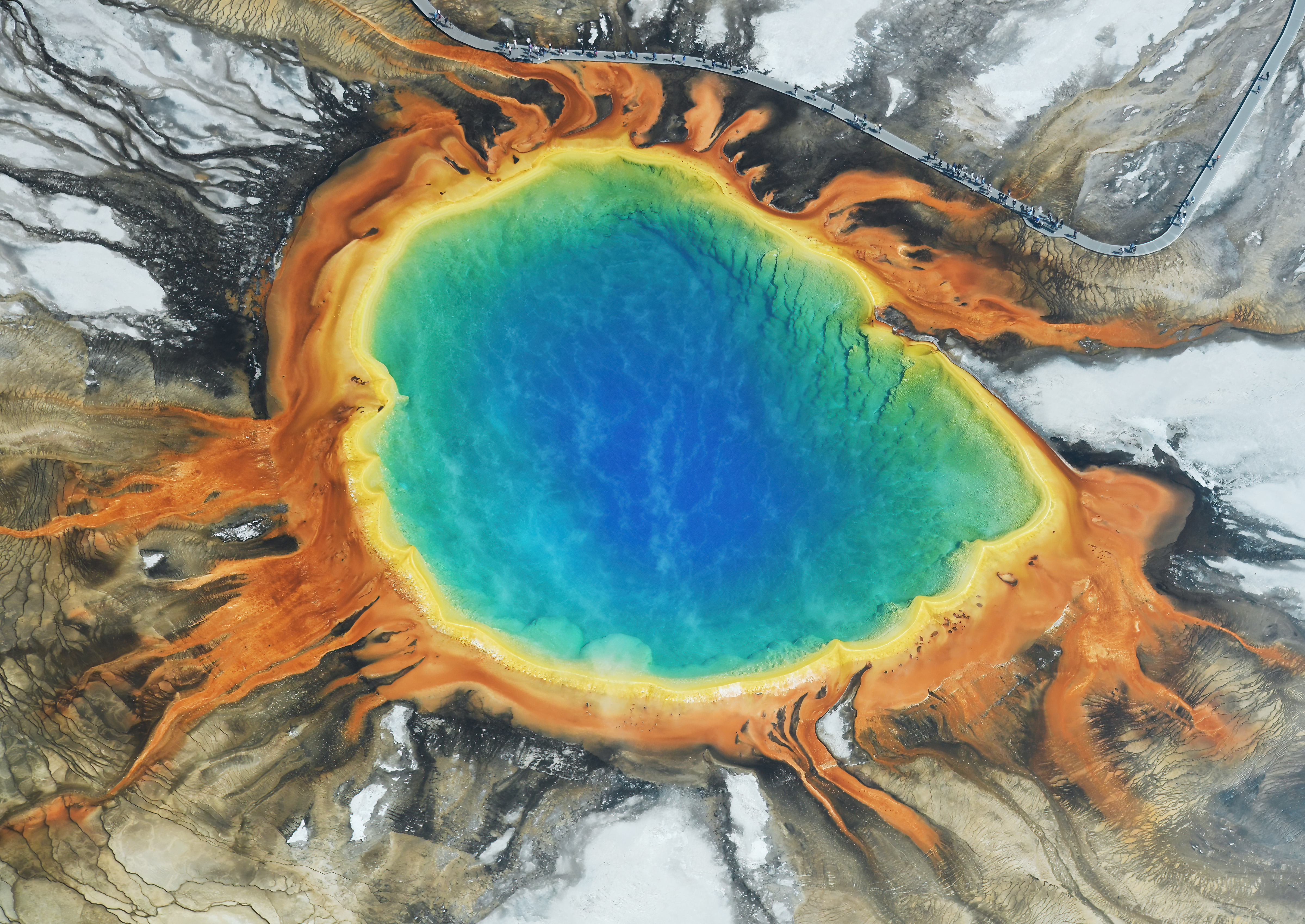
Termofilele produc aceste culori vii din Grand Prismatic Spring, Yellowstone National Park.

Termenul de termofil face referire la organismele vii care pot trăi în condiții extreme de temperatură (în acest caz temperaturi ridicate),  adică temperaturi de peste 45ºC. Termofilele sunt un subtip al extremofilelor. Aproape toate organismele termofile sunt microorganismele din regnul Archaea.
Printre mediile în care aceste organisme prosperă se numără izvoare geotermale. 

## Legături externe
- „Termofil” la DEX online